# لوکاواتس (کروشواتس)
لوکاواتس (به صربی: Lukavac) یک منطقهٔ مسکونی در صربستان است که در کروشواتس واقع شده‌است. لوکاواتس ۲۸۷ نفر جمعیت دارد.